# Distrito de Uco

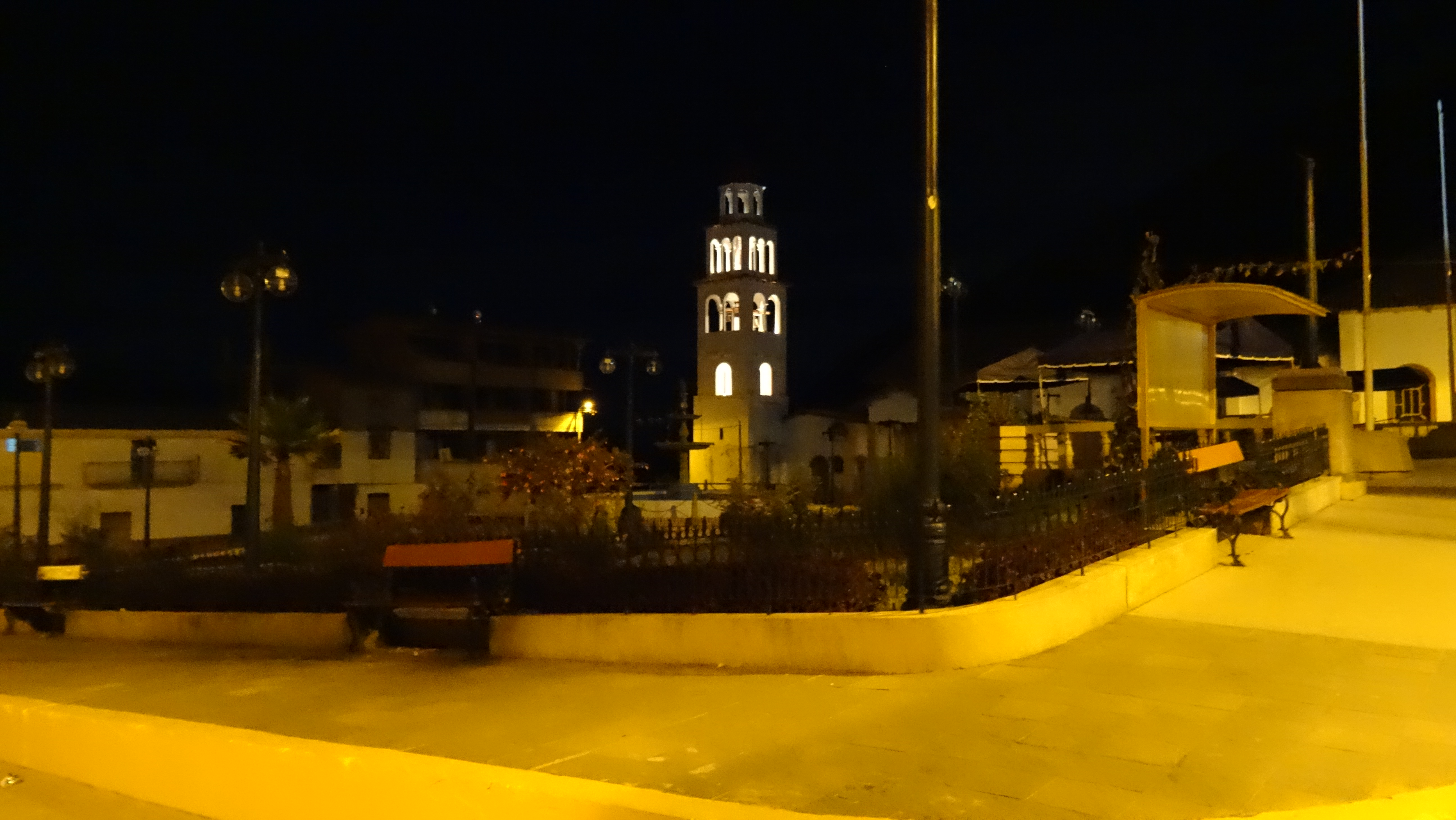
Panorama nocturno de la plaza Mayor de Uco, la capital distrital, con la iglesia de San Cristóbal de fondo.

El distrito de Uco es uno de los dieciséis que conforman la provincia de Huari ubicada en el departamento de Áncash, en el Perú.

## Historia
Este distrito se crea en la época de la Independencia. Por efecto de la Ley n.º 630 del 11 de noviembre de 1907, su capital Uco adquiere el rango de villa; dicha población está ubicada en una altitud de 3336 m s.n.m. Mediante la ley del dos de enero de 1857, cuenta con municipalidad, últimamente como núcleo del gobierno local. Corresponde a este distrito católico la Parroquia de San Cristóbal, que depende del Obispado de Huari.
En la novela de Marcos Yauri, "Cuando doblen las campanas" varias acciones se ubican en la villa de Uco, tal como la fabricación de la campana para la torre de la iglesia matriz; para ganar sonoridad una bella dama riega su leche materna a la campana fundida, que empezaba a enfriarse.
En los inicios del siglo XIX, como doctrina del partido de Conchucos, tuvo presencia social y religiosa. Razón por la que el subdelegado Fernández Patiño visitó Uco, para que los pobladores presten juramento a la Constitución de Cádiz.
Por mandato de la Ley n.º 541, del 7 de octubre de 1907, promulgada por el presidente José Pardo: los caseríos de Viscas y Vilcabamba, jurisdicción del distrito de Uco, son elevados al rango de pueblos.

## Geografía

### Ubicación

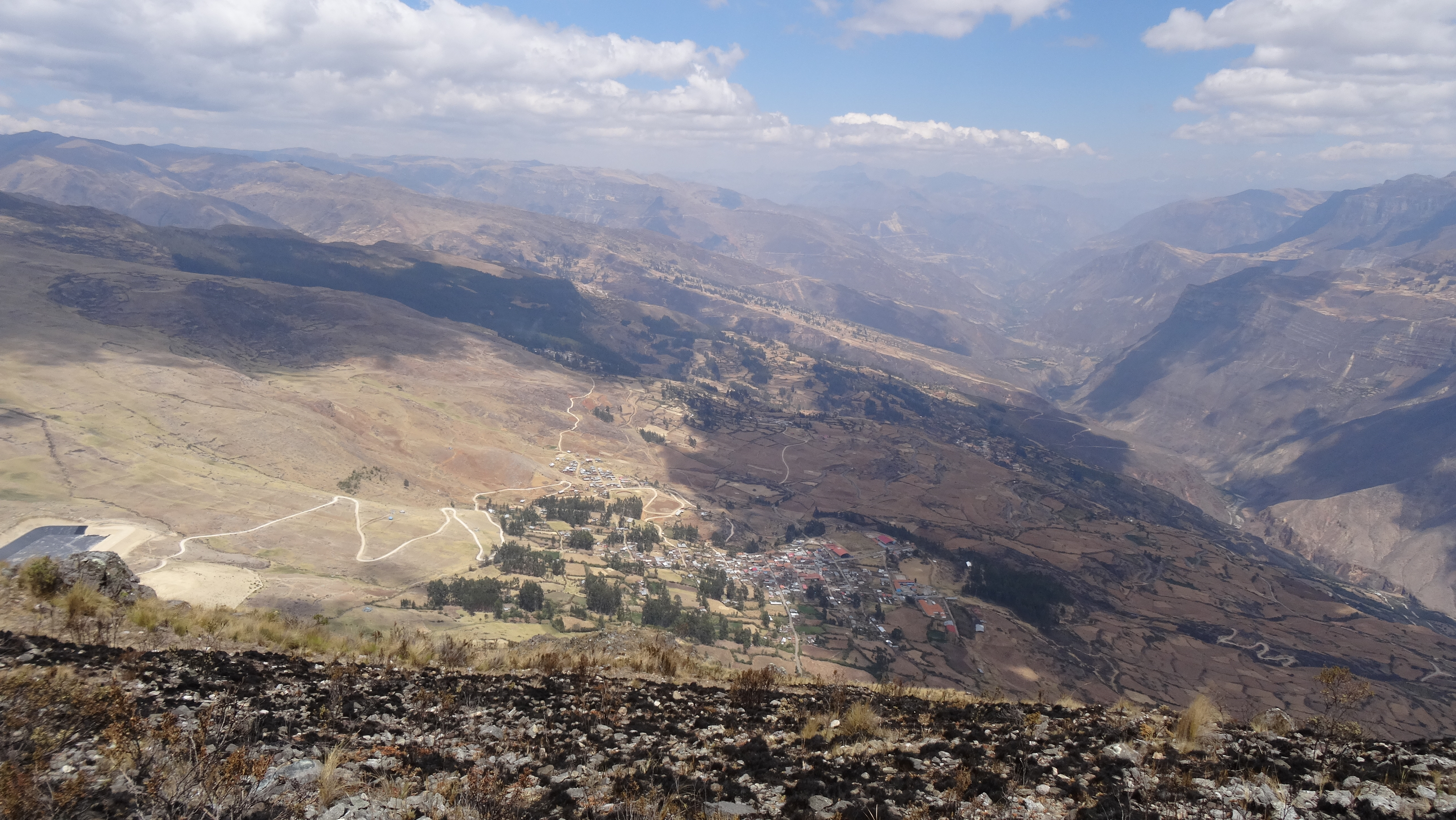
Vista de parte del distrito de Uco y el valle del río Puchka desde el cerro San Cristóbal.

La superficie del distrito cuya extensión es 53.61 m², se emplaza en el margen este del río Puchka limitando al sur con el distrito de Anra, al este y al norte con el distrito de Paucas y al oeste con la provincia de Antonio Raimondi.

### Relieve e hidrografía
El río principal es el Puchka.

## Capital

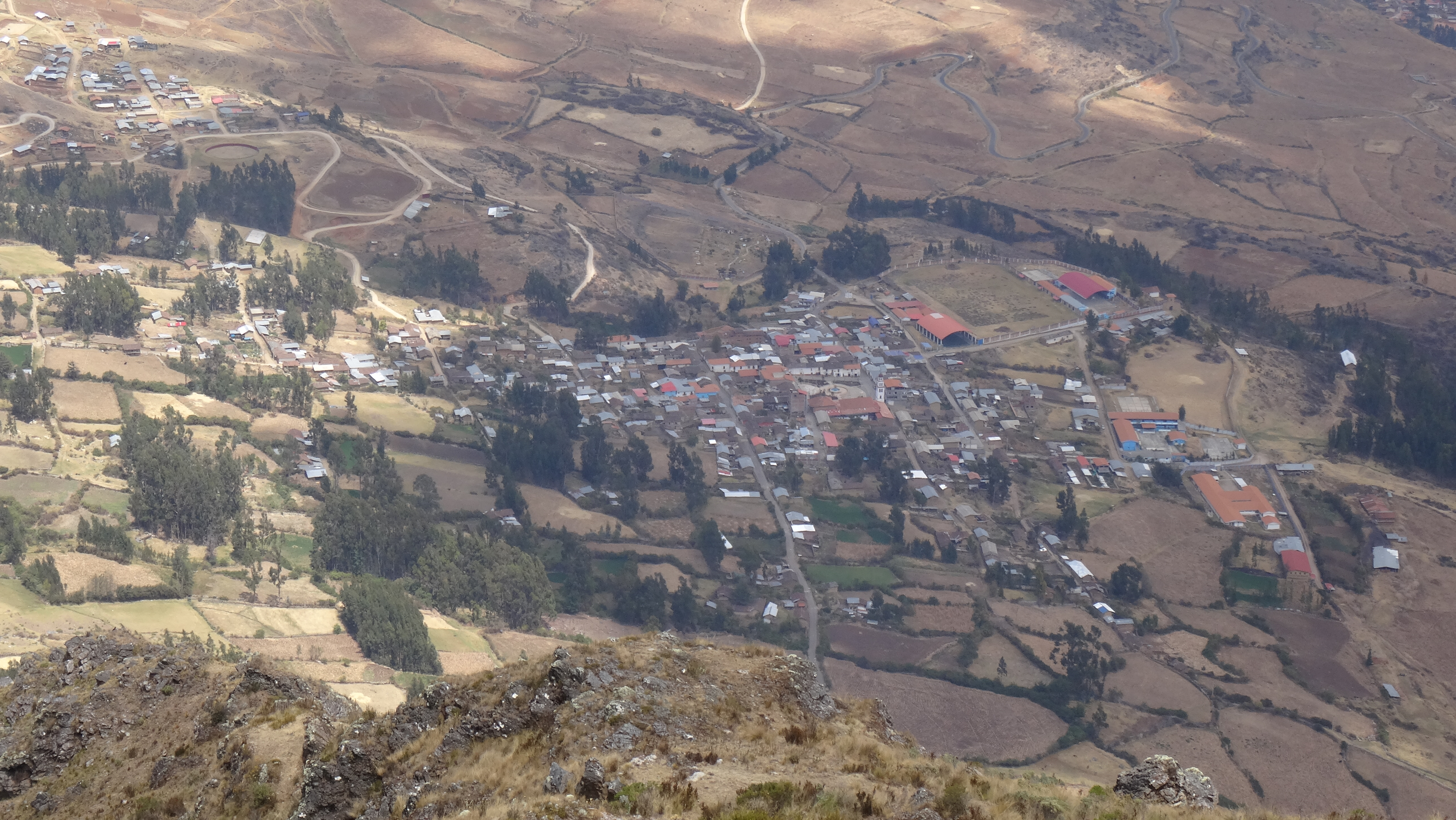
Vista de la ciudad de Uco, cabecera del distrito homónimo, desde la cima del cerro San Cristóbal.

La capital del distrito es el centro poblado del mismo nombre.

## Autoridades

### Municipales
- 2023 - 2026[4]
- Lameg Lide Espinoza Eguizabal.

- - Regidores:

Alcaldes anteriores
- 2019-2022: Henry Neil Príncipe Guardia, del Movimiento Regional El Maicito.

- 2015-2018: Luis Marino Ortiz Padilla, del Partido Somos Perú.

## Galería
- Wikimedia Commons alberga una categoría multimedia sobre Distrito de Uco.